# Wimbledon 1958
De 72e editie van het Britse grandslamtoernooi, Wimbledon 1958, werd gehouden van maandag 23 juni tot en met zaterdag 5 juli 1958. Voor de vrouwen was het de 65e editie van het graskampioenschap. Het toernooi werd gespeeld bij de All England Lawn Tennis and Croquet Club in de wijk Wimbledon van de Britse hoofdstad Londen. De titels in het enkelspel werden gewonnen door Ashley Cooper en Althea Gibson.
Op de enige zondag tijdens het toernooi (Middle Sunday) werd traditioneel niet gespeeld.
Het toernooi van 1958 trok 271.019 toeschouwers.

## Belangrijkste uitslagen
Mannenenkelspel

Finale: Ashley Cooper (Australië) won van Neale Fraser (Australië) met 3-6, 6-3, 6-4, 13-11 
Vrouwenenkelspel

Finale: Althea Gibson (VS) won van Angela Mortimer (VK) met 8-6, 6-2 
Mannendubbelspel

Finale: Sven Davidson (Zweden) en Ulf Schmidt (Zweden) wonnen van Ashley Cooper (Australië) en Neale Fraser (Australië) met 6-4, 6-4, 8-6 
Vrouwendubbelspel

Finale: Maria Bueno (Brazilië) en Althea Gibson (VS) wonnen van Margaret duPont (VS) en Margaret Varner (VS) met 6-3, 7-5 
Gemengd dubbelspel

Finale: Lorraine Coghlan (Australië) en Robert Howe (Australië) wonnen van Althea Gibson (VS) en Kurt Nielsen (Denemarken) met 6-3, 13-11 
Meisjesenkelspel

Finale: Sally Moore (VS) won van Anna Dmitrieva (Sovjet-Unie) met 6-2, 6-4 
Jongensenkelspel

Finale: Butch Buchholz (VS) won van Premjit Lall (India) met 6-1, 6-3 
Dubbelspel bij de junioren werd voor het eerst in 1982 gespeeld.

## Toeschouwersaantallen
|           |        | Eerste week |         | Tweede week |
| --------- | ------ | ----------- | ------- | ----------- |
| Maandag   |        | 20.875      |         | 26.405      |
| Dinsdag   | 21.418 | 21.499      |         |             |
| Woensdag  | 25.922 | 23.682      |         |             |
| Donderdag | 26.455 | 22.792      |         |             |
| Vrijdag   | 19.738 | 18.836      |         |             |
| Zaterdag  | 27.015 | 16.382      |         |             |
| Zondag    | –      | –           |         |             |
| Totaal    |        | 271.019     | 271.019 | 271.019     |

1877 · 1878 · 1879 · 1880 · 1881 · 1882 · 1883 · 1884 · 1885 · 1886 · 1887 · 1888 · 1889 · 1890 · 1891 · 1892 · 1893 · 1894 · 1895 · 1896 · 1897 · 1898 · 1899 · 1900 · 1901 · 1902 · 1903 · 1904 · 1905 · 1906 · 1907 · 1908 · 1909 · 1910 · 1911 · 1912 · 1913 · 1914 · 1915–1918 · 1919 · 1920 · 1921 · 1922 · 1923 · 1924 · 1925 · 1926 · 1927 · 1928 · 1929 · 1930 · 1931 · 1932 · 1933 · 1934 · 1935 · 1936 · 1937 · 1938 · 1939 · 1940–1945 · 1946 · 1947 · 1948 · 1949 · 1950 · 1951 · 1952 · 1953 · 1954 · 1955 · 1956 · 1957 · 1958 · 1959 · 1960 · 1961 · 1962 · 1963 · 1964 · 1965 · 1966 · 1967
↓ open tijdperk ↓
1968 (m-v-md-vd-gd) · 1969 (m-v-md-vd-gd) · 1970 (m-v-md-vd-gd) · 1971 (m-v-md-vd-gd) · 1972 (m-v-md-vd-gd) · 1973 (m-v-md-vd-gd) · 1974 (m-v-md-vd-gd) · 1975 (m-v-md-vd-gd) · 1976 (m-v-md-vd-gd) · 1977 (m-v-md-vd-gd) · 1978 (m-v-md-vd-gd) · 1979 (m-v-md-vd-gd) · 1980 (m-v-md-vd-gd) · 1981 (m-v-md-vd-gd) · 1982 (m-v-md-vd-gd) · 1983 (m-v-md-vd-gd) · 1984 (m-v-md-vd-gd) · 1985 (m-v-md-vd-gd) · 1986 (m-v-md-vd-gd) · 1987 (m-v-md-vd-gd) · 1988 (m-v-md-vd-gd) · 1989 (m-v-md-vd-gd) · 1990 (m-v-md-vd-gd) · 1991 (m-v-md-vd-gd) · 1992 (m-v-md-vd-gd) · 1993 (m-v-md-vd-gd) · 1994 (m-v-md-vd-gd) · 1995 (m-v-md-vd-gd) · 1996 (m-v-md-vd-gd) · 1997 (m-v-md-vd-gd) · 1998 (m-v-md-vd-gd) · 1999 (m-v-md-vd-gd) · 2000 (m-v-md-vd-gd) · 2001 (m-v-md-vd-gd) · 2002 (m-v-md-vd-gd) · 2003 (m-v-md-vd-gd) · 2004 (m-v-md-vd-gd) · 2005 (m-v-md-vd-gd) · 2006 (m-v-md-vd-gd) · 2007 (m-v-md-vd-gd) · 2008 (m-v-md-vd-gd) · 2009 (m-v-md-vd-gd) · 2010 (m-v-md-vd-gd) · 2011 (m-v-md-vd-gd) · 2012 (m-v-md-vd-gd) · 2013 (m-v-md-vd-gd) · 2014 (m-v-md-vd-gd) · 2015 (m-v-md-vd-gd) · 2016 (m-v-md-vd-gd) · 2017 (m-v-md-vd-gd) · 2018 (m-v-md-vd-gd) · 2019 (m-v-md-vd-gd) · 2020 · 2021 (m-v-md-vd-gd) · 2022 (m-v-md-vd-gd) · 2023 (m-v-md-vd-gd) · 2024 (m-v-md-vd-gd)
Lijst van Wimbledonwinnaars · Toernooien per editie